# Herbie Faye
Herbie Faye (2 de febrero de 1899-28 de junio de 1980) fue un actor estadounidense conocido por su intervención en las series televisivas de la CBS The Phil Silvers Show (1955–1959) y The New Phil Silvers Show (1963–1964).

## Papeles en comedias
Nacido en Nueva York, a los 55 años de edad Faye fue escogido para hacer el papel de Sam Fender en veinticuatro episodios de la primera de las series de Phil Silvers, llamada en un principio You'll Never Get Rich, y posteriormente Sergeant Bilko. Tras la finalización del programa, Faye encarnó cuatro años después a Waluska en la segunda serie de Silvers. En el show trabajó junto a Stafford Repp, Buddy Lester, Elena Verdugo, Ronnie Dapo, y Sandy Descher.
En 1961 Faye fue un cocinero en la comedia Snow White and the Three Stooges. El año siguiente actuó en el capítulo "Jose's Portege" de la sitcom de la CBS The Danny Thomas Show. En 1961 y 1962 actuó en tres ocasiones en la producción de NBC The Joey Bishop Show. Otras actuaciones fueron las siguientes: Como Agente Luke en el episodio de 1963 "Now I Lay Me Down to Steal", perteneciente a la serie de la CBS The Many Loves of Dobie Gillis, protagonizada por Dwayne Hickman; seis actuaciones con papeles diferentes en el programa de CBS The Dick Van Dyke Show; trabajo como artista invitado en The Jack Benny Program (CBS), Bewitched (ABC) y Mi marciano favorito (CBS).
Mediada la década de 1960 trabajó entre otros programas y filmes, en los siguientes: The Andy Griffith Show (CBS); Gomer Pyle, U.S.M.C., una comedia militar protagonizada por Jim Nabors en la que actuó en cuatro ocasiones; Mayberry, R.F.D. show interpretado por Ken Berry; The Ghost and Mr. Chicken (1966), film de Don Knotts; Blackbeard's Ghost (1968), comedia de Walt Disney Pictures; Angel in My Pocket (1969), película interpretada por Andy Griffith; Petticoat Junction, comedia rural de la CBSpara la que hizo cuatro papeles diferentes entre 1966 y 1969, entre ellos el de Doodles en el episodio "It's Not Easy to Be a Mother".
Ya en los años setenta, siguió participando en diversas producciones de carácter humorístico. De entre ellas destacan las que siguen: Here's Lucy, serie de Lucille Ball para la CBS, en la que actuó cuatro veces entre 1970 y 1972; Love, American Style (ABC); The Mary Tyler Moore Show (CBS); The Bob Newhart Show (CBS); The New Dick Van Dyke Show (CBS), producción para la cual actuó cuatro veces entre 1971 y 1974, una de ellas como el Tío Manny; Días felices (ABC), show protagonizado por Tom Bosley, Marion Ross, Henry Winkler, y Ron Howard, y en el que actuó como "Pop" en el episodio de 1974 "Knock Around the Block"; The Odd Couple (ABC), sitcom de Tony Randall y Jack Klugman en la que trabajó cinco veces entre 1971 y 1975; Chico and the Man (NBC), serie de Jack Albertson y Freddie Prinze en la que intervino en 1975 con el papel de Bernie en el capítulo "Louie's Retirement"; Barney Miller (ABC), producción en la que, ese mismo año, fue Nathan Levine en la entrega "The Social Worker".

## Drama
Entre sus títulos dramáticos, televisivos y cinematográficos, destacan: Más dura será la caída (1956), film sobre boxeo con Humphrey Bogart; Requiem for a Heavyweight (1962), otro film de boxeo, con Jack Palance; Los Intocables, serie de la ABC en la que interpretó en 1962 a "Lefty" en el episodio "Fall Guy"; En bandeja de plata (1966), película dirigida por Billy Wilder; Ellery Queen, serie de Jim Hutton y David Wayne para la NBC en la que fue Moe Fletcher en el episodio de 1975 "The Adventure of the Comic Book Crusader"; Quincy M.E., programa de la NBC protagonizado por Jack Klugman, apareciendo en un episodio de 1979, "House of No Return".

## Fallecimiento
Su última actuación antes de fallecer tuvo lugar en el film de 1980 Melvin y Howard, protagonizado por Jason Robards. Herbie Faye falleció en 1980 en Las Vegas, Nevada. Tenía 81 años de edad.